# Міхай Флашкай
Міхай Флашкай (угор. Mihály Flaskay, 18 травня 1982) — угорський плавець.
Призер Чемпіонату світу з водних видів спорту 2003 року.
Призер Чемпіонату Європи з водних видів спорту 2002 року.
Призер літньої Універсіади 2003 року.